# Horncastle
Horncastle è un paese di 6 090 abitanti della contea del Lincolnshire, in Inghilterra.
Qui nacquero gli atleti Alfred Healey e Harold Wilson, oltre al pittore Thomas Sully.

## Amministrazione

### Gemellaggi
- Bonnétable, Francia